# Kiszewy
Kiszewy – wieś w Polsce położona w województwie wielkopolskim, w powiecie tureckim, w gminie Tuliszków.
W latach 1975–1998 miejscowość administracyjnie należała do województwa konińskiego.

## Historia
W XVI wieku własność i siedziba Lisieckich herbu Dryja, którzy wybudowali rezydencję późnorenesansową (niezachowaną). Ostatnia dziedzicem z tej rodziny był około roku 1636 Andrzej Lisiecki, prokurator królewski, sędzia surrgat kaliski.

## Zabytki
- kopiec po rezydencji rycerskiej typu motte położony na końcu cypla wcinającego się w dolinkę rzeczki Pokrzywki
- Miejsce po rezydencji późnorenesansowej z XVI-XVII wieku rodziny Lisieckich h. Dryja. Ostatnia dziedzicem z tej rodziny był około roku 1636 Andrzej Lisiecki, prokurator królewski, sędzia surrgat kaliski. Znajdowała się na niewielkim wzniesieniu wśród podmokłych łąk na północ od strugi, około 500 m na południe od zabudowań wsi i około 700 m na wschód od szosy Tuliszków-Konin. Badania archeologiczne w tym miejscu prowadziła Łucja Pawlicka-Nowak w latach 1985-1993. Szerokość zasadniczej budowli najprawdopodobniej wynosi ok. 25 m.